# Mirza Bašić
Mirza Bašić (* 12. července 1991 Sarajevo) je bosenský profesionální tenista. Ve své dosavadní kariéře na okruhu ATP Tour vyhrál jeden singlový turnaj, když ovládl halový Sofia Open 2018. Na challengerech ATP a okruhu ITF získal devět titulů ve dvouhře a tři ve čtyřhře.
Na žebříčku ATP byl ve dvouhře nejvýše klasifikován v únoru 2018 na 74. místě a ve čtyřhře pak v lednu 2019 na 203. místě. Připravuje se v Sarajevu a belgické akademii Hope and Spirit. Trénují ho bratr Damir Bašić a Daniel Meyers.
V daviscupovém týmu Bosny a Hercegoviny debutoval v roce 2007 základním blokem 3. skupiny zóny Evropy a Afriky proti Moldavsku, v němž vyhrál se Zlatanem Kadričem čtyřhru. Moldavané zvítězili 2:1 na zápasy. Do dubna 2021 v soutěži nastoupil k dvaceti sedmi mezistátním utkáním s bilancí 12–12 ve dvouhře a 18–7 ve čtyřhře.
Bosnu a Hercegovinu reprezentoval na Letních olympijských hrách 2016 v Riu de Janeiru, kde v mužské dvouhře startoval na pozvání Tripartitní komise. V úvodním kole však nestačil na Argentince Juana Mónaca.

## Tenisová kariéra
V rámci událostí okruhu ITF debutoval v červenci 2007, když na turnaji v italské Mantově s dotací 50 tisíc dolarů podlehl v úvodním kole Argentinci Horaciu Zeballosovi z třetí světové stovky. Debut v hlavní soutěži nejvyšší grandslamové kategorie zaznamenal v mužském singlu Australian Open 2016 po zvládnuté tříkolové kvalifikaci, v jejímž závěru přehrál Inda Saketha Myneniho. V úvodním kole melbournské dvouhry pak zdolal Nizozemce Robina Haaseho ze sedmé desítky žebříčku, než jej vyřadila česká světová šestka Tomáš Berdych.
První čtvrtfinále a semifinále na okruhu ATP Tour odehrál na moskevském Kremlin Cupu 2017, do něhož zasáhl z pozice kvalifikanta. Po výhře nad Rusem Daniilem Medveděvem jej mezi poslední čtveřicí hráčů vyřadil krajan Damir Džumhur. Do premiérového finále na túře ATP se probojoval na únorovém Diema Xtra Sofia Open 2018. V semifinále poprvé v kariéře porazil člena elitní světové dvacítky, patnáctého v pořadí Stana Wawrinku. Ve finále zdolal Rumuna Mariuse Copila po dramatickém třísetovém průběhu a připsal si první trofej. Bodový zisk jej na žebříčku ATP debutově posunul do elitní světové stovky na 77. příčku. V sérii ATP Masters sedmkrát neprošel kvalifikačním sítem, než do hlavních soutěží postoupil na Miami Open 2018, Monte-Carlo Rolex Masters 2018 a torontském Rogers Cupu 2018, kde vypadl vždy jako šťastný poražený v prvních kolech dvouhry.

## Finále na okruhu ATP Tour
| Legenda                   |
| D – dvouhra; Č – čtyřhra  |
| Grand Slam (0)            |
| Turnaj mistrů (0)         |
| ATP Tour Masters 1000 (0) |
| ATP Tour 500 (0)          |
| ATP Tour 250 (1–0 D)      |

### Dvouhra: 1 (1–0)
| Stav  | č. | datum          | turnaj           | povrch    | soupeř ve finále | výsledek                |
| ----- | -- | -------------- | ---------------- | --------- | ---------------- | ----------------------- |
| Vítěz | 1. | 11. února 2018 | Sofie, Bulharsko | tvrdý (h) | Marius Copil     | 7–6(8–6), 6–7(4–7), 6–4 |

## Tituly na challengerech ATP a okruhu ITF
| Legenda                |
| ---------------------- |
| Challengery (2 D; 1 Č) |
| ITF (7 D; 2 Č)         |

### Dvouhra (9 titulů)
| Č. | datum         | turnaj                        | povrch      | poražený finalista | výsledek           |
| -- | ------------- | ----------------------------- | ----------- | ------------------ | ------------------ |
| 1. | června 2010   | Kiseljak, Bosna a Hercegovina | antuka      | Miliaan Niesten    | 6–3, 6–0           |
| 2. | září 2011     | Novi Sad, Srbsko              | antuka      | Edoardo Eremin     | 7–6(8–6), 6–3      |
| 3. | října 2012    | Antalya, Turecko              | tvrdý       | Norbert Gombos     | 6–4, 6–4           |
| 4. | března 2013   | Trento, Itálie                | koberec (h) | Matteo Trevisan    | 7–6(7–4), 1–6, 6–2 |
| 5. | dubna 2013    | Ajaccio, Francie              | antuka      | Romain Jouan       | 6–4, 6–4           |
| 6. | prosince 2013 | Antalya, Turecko              | tvrdý       | Edward Corrie      | 7–5, 6–4           |
| 7. | června 2014   | Kiseljak, Bosna a Hercegovina | antuka      | Tomislav Brkić     | 7–5, 6–4           |
| 1. | červenec 2015 | Recanati, Itálie              | tvrdý       | Ričardas Berankis  | 6–4, 3–6, 7–6(7–4) |
| 2. | březen 2017   | Guadalajara, Mexiko           | tvrdý       | Denis Shapovalov   | 6–4, 6–4           |

### Čtyřhra (3 tituly)
| Č. | datum       | turnaj                        | povrch    | spoluhráč      | poražení finalisté                | výsledek              |
| -- | ----------- | ----------------------------- | --------- | -------------- | --------------------------------- | --------------------- |
| 1. | srpna 2012  | Appiano, Itálie               | antuka    | Nikola Ćirić   | Andrea Arnaboldi Alessandro Motti | 6–3, 6–7(5–7), [10–6] |
| 2. | březen 2013 | Sarajevo, Bosna a Hercegovina | tvrdý (h) | Tomislav Brkić | Karol Beck Igor Zelenay           | 6–3, 7–5              |
| 3. | srpna 2014  | Appiano, Itálie (2)           | antuka    | Tomislav Brkić | Yannik Reuter Maxime Teixeira     | 6–3, 6–4              |